# Klooster van Sint-Maria in Galilea

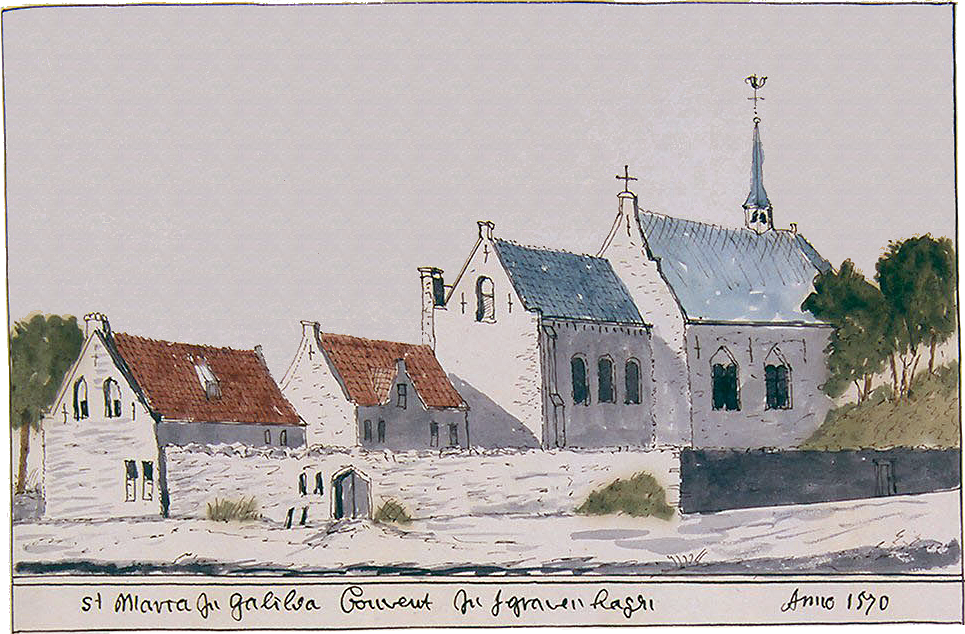
Het Klooster van Sint-Maria in Galilea in 1570

Het Klooster Sint Maria in Galilea was een vrouwenklooster in Den Haag.
Het klooster werd op 23 mei 1463 opgericht door enkele zusters van het Sint-Elizabethklooster in Den Haag. Het klooster lag ten oosten van het Spui en ten zuiden van de Lange Poten en was de eigenaar van het stuk land waar later het Plein op aangelegd zou worden en van veel grond waar later de Rivierenbuurt kwam. Die grond werd verpacht aan boeren en zorgde voor inkomsten van het klooster. Het klooster hoefde geen belasting te betalen.
In 1467 kochten de zusters een stuk grond aan de zuidkant van het Plein en bouwden daar een kerk aan de oostkant van de Bagijnestraat. Aan de andere kant was toen een zandpad dat helemaal doorliep naar de huidige Nieuwe Haven en onderweg de Kalvermarkt, de Turfmarkt, de Schedeldoekshaven en de Ammunitiehaven kruiste. Het pad heette eerste de Comans Willemslaan, later de Zusterlaan en nu de Korte Houtstraat.
In het begin waren er ongeveer vijftig zusters in het klooster. maar na een eeuw was dat aantal teruggelopen tot ongeveer 35. De zusters zorgden voor zieken en wezen maar produceerden ook allerlei goederen. Ze maakten bezems en handelden in beddengoed. In 1480 mochten ze bij het klooster een rosmolen plaatsen en bier gaan maken.
Er ontstond concurrentie met andere bedrijven, waardoor de activiteiten van de kloosters aan banden werden gelegd. Zo mocht de rosmolen alleen voor eigen gebruik koren malen, tenzij het windstil was en de windmolens hun werk niet aankonden. Ook viel men erover dat de kloosters geen belasting betaalden, want dat betekende dat anderen meer moesten betalen. Hoewel Den Haag veel rijke bewoners had, loste dat het probleem niet op, want de meeste rijke mensen waren vrijgesteld van belasting wegens hun belangrijke positie. Toen in 1471 werd bepaald dat de kloosters moesten meebetalen aan de inhuldiging van de nieuwe graaf, weigerden zij dat. Den Haag strafte hen af door het vee van het klooster in beslag te nemen, maar het Hof van Holland sprak de kloosters vrij.
De opkomst van de aanhangers van Luther en de daaropvolgende Tachtigjarige Oorlog bedreigden het klooster. Den Haag werd twee keer door het leger bezet en veel inwoners vluchtten naar het platteland. Veel huizen en kloosters werden zwaar beschadigd. Het St Mariaklooster werd door de staat in beslag genomen en afgebroken. Het stuk land waarop het klooster had gestaan, werd opgedeeld: een deel werd particulier eigendom en een deel ging naar het stadsbestuur. Kavels werden verkocht, en in 1632 werd het Plein aangelegd.